# Фараго, Дьёрдь
Дьёрдь Фараго (венг. Faragó György; 14 ноября 1913[…], Йожефварош или Будапешт — 3 декабря 1944 или 7 декабря 1944, Йожефварош или Будапешт) — венгерский пианист.
Сын преподавательницы фортепиано. В пятилетнем возрасте со слуха играл прелюдии Иоганна Себастьяна Баха, которые разучивали ученики его матери. В этом же возрасте снялся в фильме режиссёра Белы Балога «Мальчишки с улицы Пала», по знаменитой детской книге Ф. Мольнара. В девять лет был принят в Музыкальную академию имени Ференца Листа, учился у Арнольда Секея, затем у Гезы Надя и наконец в последние годы у Эрнста фон Донаньи, занимался также в классе композиции у Альберта Шиклоша. В 1936 году окончил курс, исполнив в дипломном концерте исключительно произведения Ференца Листа.
В мае 1939 года выиграл престижный конкурс пианистов имени Габриэля Форе в Люксембурге, что должно было повлечь за собой обширную гастрольную программу, но начало Второй мировой войны не позволило этому состояться. В 1939—1941 годах преподавал в Музыкальной академии имени Листа (среди его учеников был, в частности, Михай Бехер), затем из-за еврейского происхождения был уволен. В марте 1942 года принял участие в проекте своего учителя Донаньи по исполнению всех клавирных концертов Вольфганга Амадея Моцарта в эфире венгерского радио: в Концерте для трёх фортепиано с оркестром солировал вместе с Донаньи и Белой Бёсёрменьи-Надем, в Концерте для двух фортепиано с оркестром — вместе с Бёсёрменьи-Надем (Донаньи дирижировал). В 1943 году написал программный очерк «Музыкальное исполнительство» (венг. A zenei előadás; опубликовано в 1957 году), в котором размышлял о возможности проникнуть к единственной сущности музыкального произведения, минуя соответствующие той или иной эпохе способы интерпретации. Умер от рака желудка.